# جيري فيرارا
جيري فيرارا (بالإنجليزية: Jerry Ferrara)‏ مواليد 25 نوفمبر 1979 في بروكلين، نيويورك، الولايات المتحدة، هو ممثل أمريكي بدأ مسيرته الفنية عام 2000.

## الأعمال

### أفلام
- إيجل آي
- السفينة الحربية
- فيجاس الأخيرة

## روابط خارجية
- جيري فيرارا على موقع IMDb (الإنجليزية)
- جيري فيرارا على موقع ألو سيني (الفرنسية)
- جيري فيرارا على موقع تيرنر كلاسيك موفيز (الإنجليزية)
- جيري فيرارا على موقع أول موفي (الإنجليزية)
- جيري فيرارا على موقع قاعدة بيانات الأفلام السويدية (السويدية)
- جيري فيرارا على موقع إن إن دي بي (الإنجليزية)
- جيري فيرارا على موقع قاعدة بيانات الفيلم (الإنجليزية)
- جيري فيرارا على موقع كينوبويسك (الروسية)